# Chessie (Maskottchen)

Guido Grünewald: Schlafende Katze

Chessie ist der Name eines Werbemaskottchens der US-amerikanischen Eisenbahngesellschaft Chesapeake and Ohio Railway. Die Zeichnung einer schlafenden Katze war das bekannteste Werbesymbol und Markenzeichen dieser Gesellschaft. Später war ein Abstrakt dieser Zeichnung das Markenzeichen der Chessie System Inc.

## Herkunft
Der österreichische Künstler Guido Grünewald (1881–1935) schuf viele Radierungen von Tieren, vor allem von Katzen. Einige seiner Werke wurden an die New Yorker Galerie Robertson-Deschamps verkauft. Darunter befand sich auch die Darstellung eines schlafenden Kätzchens.

## Chessie als Werbesymbol und Markenzeichen der Chesapeake and Ohio Railway
1932 stellte die Chesapeake and Ohio Railway den vollklimatisierten Schnellzug George Washington von New York City nach St. Louis in Dienst. In Zusammenarbeit mit der Werbeagentur Campbell-Ewald entwickelte der Marketing-Chef der Bahn, Lionel C. Probert, die Werbekampagne dafür. Nachdem 1933 weitere klimatisierte Schnellzüge (The Sportsman und The Fast Flying Virginian) in Dienst gestellt werden sollten, war eine Ausweitung der Kampagne geplant. Beim Stöbern in der Herald Tribune sah Probert die Zeichnung „Schlafende Katze“ von Grünewald. Dabei fiel ihm der Slogan „Sleep like a kitten“ („Schlafen wie ein Kätzchen“) statt „Sleep like a top“ („Schlafen wie ein Murmeltier“, wörtlich: „wie ein Kreisel“) ein.
In der Septemberausgabe 1933 von Fortune erschien die erste Anzeige mit dem schlafenden Kätzchen und dem Slogan „Sleep like a kitten“, die für die Schnellzüge warb. Im Dezember 1933 erwarb die Bahngesellschaft umfassende Nutzungsrechte für das Bild von der Galerie Robertson-Deschamps. Auf dem Fahrplan für die Reisezüge erschien die Zeichnung erstmals am 17. Dezember 1933. Bis zur Einstellung des Personenverkehrs der Chesapeake and Ohio Railway am 30. April 1971 war die Zeichnung auf den meisten Fahrplänen der Gesellschaft abgedruckt. Sie zierte auch den in einer Auflage von 40.000 Exemplaren gedruckten Kalender der Gesellschaft für das Jahr 1934.
Weitere Anzeigen erschienen ab März 1934 in der Unternehmenszeitschrift der C&O The Rail. Zum 1. Januar 1935 erschien die Anzeige „Acknowledgment to Chessie“. Damit wurde die Katze erstmals als „Chessie“ bezeichnet. In der Anzeige waren auch zwei verkleinerte Darstellungen der Katze abgebildet. Dieses Motiv wurde als „Chessie and the kittens“ bezeichnet. Die 1935er Ausgabe des C&O-Kalenders zierte ebenfalls dieses Motiv. Da das Jahr 1935 im Zeichen des hundertjährigen Bestehens der Bahngesellschaft stand, wurde das Chessie-Motiv nur sporadisch bei den Werbekampagnen eingesetzt.
1936 wurde dann die erste komplette Chessie-Kampagne gestartet. Dazu erschienen verschiedene Anzeigenmotive, die in der einen oder anderen Form Chessie mit der Bahngesellschaft oder ihren Angeboten in Verbindung brachten. Außerdem erschien erstmals ein Kartenspiel mit dem Chessie-Motiv. Im folgenden Jahr wurde die Kampagne weiter ausgebaut. Hinzu kam auch ein weiteres Katzenmotiv. Mit dem sitzenden „Peake“ wurde die Vaterfigur eingeführt und die Katzenfamilie komplettiert. Die Einführung erfolgte passenderweise im Rahmen einer Anzeige zum Father’s Day. Mit der Veröffentlichung der Kinderbücher von Ruth Carroll „Chessie“ 1936 und „Chessie and Her Kittens“ 1937 stieg die Bekanntheit des Maskottchens weiter, auch außerhalb des Einzugsgebietes der Chesapeake & Ohio.
Ab 1938 wurde die Chessie-Kampagne in reduzierter Form weitergeführt. Werbeanzeigen beschränkten sich auf die Unternehmenszeitschrift und ausgewählten Anzeigen in landesweiten Zeitschriften. Der Erfolg der gesamten Kampagne zeigte sich an der ständig steigenden Nachfrage nach dem Jahreskalender der Bahngesellschaft mit dem Chessie-Motiv und einer steigenden Zahl von Fan-Post. Mit dem Erfolg der Kampagne ging auch eine stärkere Nutzung der Fernverkehrszüge der C&O einher.
Mit dem Eintritt der Vereinigten Staaten in den Zweiten Weltkrieg 1941 änderten sich auch die Aussagen den Werbeanzeigen. So wurde der Kater Peake in einer Armeeuniform dargestellt. Außerdem erfolgten Anzeigen mit Chessie zur Zeichnung von Kriegsanleihen sowie zur Zivilverteidigung. Ab 1942 erschienen Anzeigen mit dem Slogan „Geared to the War Go of America“, die einzelne Aspekte des Bahnverkehrs darstellten und immer mit der Chessie-Zeichnung versehen waren. Den Kalender für das Jahr 1943 zierte eine Zeichnung, in der Chessie unter dem Bett in einem Schlafabteil lag und das Bett somit für einen Militärangehörigen freimachte. Bis zum Kalender 1946 wurde der Weltkrieg thematisiert.
Nach dem Ende des Krieges begann die Bahngesellschaft unter der Leitung von Chairman Robert R. Young mit einem umfangreichen Investitionsprogramm, das auch vor einzelnen Experimenten nicht Halt machte. Ab 1946 stand die PR-Abteilung unter der Leitung von Thomas J. Deegan Jr. Bereits 1946 sollte der Luxuszug „The Chessie“ eingeführt werden. Gezogen werden sollte dieser Zug von den Dampfturbinenlokomotiven der Klasse M-1. Dies war auch das Motiv des 1947er Kalenders, der in einer Auflage von 250.000 Stück erschien. Im Januar 1947 wurde im Terminal Tower in Cleveland eine Ausstellung mit Chessie-Zeichnungen und der Hintergrundgeschichte durchgeführt. Der Kalender für 1948 thematisierte erneut den Luxuszug „The Chessie“. Die Auflage betrug 425.000 und enthielt aus Anlass des 15. Kalenders mit dem Chessie-Motiv eine Broschüre, die alle bisherigen Motive zeigte und dazu Hintergrundinformationen lieferte. Finanzielle Schwierigkeiten der Bahngesellschaft und der drastisch zurückgehende Personenverkehr führten dazu, dass die Einführung des Luxuszuges aufgegeben wurde, und die meisten der neu angeschafften Personenwagen wurden bis 1951 verkauft.
Angesichts dieser Situation begann die PR-Abteilung das Merchandising mit dem Chessie-Motiv weiter auszubauen. Zuerst wurden Schals und Kindernachtwäsche angeboten. Das Programm wurde bis Mitte der 1970er-Jahre immer weiter ausgebaut und umfasste schließlich die verschiedensten gängigen Marketingartikel. Während der Chicago Rail Fair 1948/1949 führte die Chesapeake & Ohio die Bewirtung ihrer Gäste in einem Speisewagen mit dem Namen „The Chessie Club“ durch. Ab 1954 fuhr unter demselben Namen ein Schlaf-/Buffet-/Lounge-Wagen (Nr. 1903) im Fernzug „The George Washington“.
In den Personenzügen wurden immer mehr Teile der Ausstattung mit dem Chessie-Motiv versehen. Auch in den Werbeanzeigen war nunmehr stets von „The Chessie Route“ die Rede. Dies führte schließlich dazu, dass Chessie zum Synonym für die Bahngesellschaft wurde. Das Unternehmensmagazin wurde 1958 in „Chessie News“ umbenannt. Auch in den 1950er-Jahren war Chessie durchgehend das Motiv auf den Kalendern der Gesellschaft. Während dieser Zeit wurde Chessie meist mit einem Kind zusammen dargestellt. Die Kalender für 1955, 1957 und 1958 thematisierten nicht den Personenverkehr. Die Auflage betrug durchweg rund 250.000 Exemplare.
Im Jahr 1957 experimentierte die Bahngesellschaft an sechs verschiedenen Güterwagen mit einer Kennzeichnung mit dem Chessie-Motiv. Diese Idee konnte sich jedoch nicht durchsetzen.
Der Rückgang im Personenverkehr setzte sich auch in den 1960er-Jahren weiter fort. Schließlich wurde ab 1968 mit dem „The George Washington“ nur noch ein einziger Personenzug betrieben. Diese Veränderung zeigte sich auch darin, dass der Werbeslogans „Sleep like a kitten“ immer seltener benutzt wurde. Wegen des bekannten Maskottchens wurden die Merchandising-Produkte für die Bahngesellschaft ein Verkaufserfolg, obwohl viele der Käufer nie in einem Personenzug gefahren waren und die Geschichte hinter dem Maskottchen nicht kannten. Genutzt wurden die Zeichnung und der Chessie-Claim ab 1965 auch durch die von der C&O kontrollierten Baltimore and Ohio Railroad. Auch nach der Übernahme des Personenverkehrs 1971 durch Amtrak wurde Chessie für die Werbung für den Fährenbetrieb auf dem Michigansee genutzt.
1973 erschien der vorerst letzte Kalender mit Chessie als Markenzeichen. 1978 wurde die Tradition jedoch wieder aufgenommen. In diesem Kalender wurden mehrere andere Katzenzeichnungen von Guido Grünewald gezeigt. Der Druck von jährlichen Kalendern mit dem Chessie-Motiv wurde später auch unter dem Nachfolgeunternehmen CSX Transportation fortgesetzt. Heute betreibt die Chesapeake and Ohio Historical Society den Merchandising-Vertrieb mit Chessie-Produkten und gibt auch jährlich einen Kalender heraus.

## Chessie als Markenzeichen der Chessie System Inc.

Ches-C-Logo der Chessie System

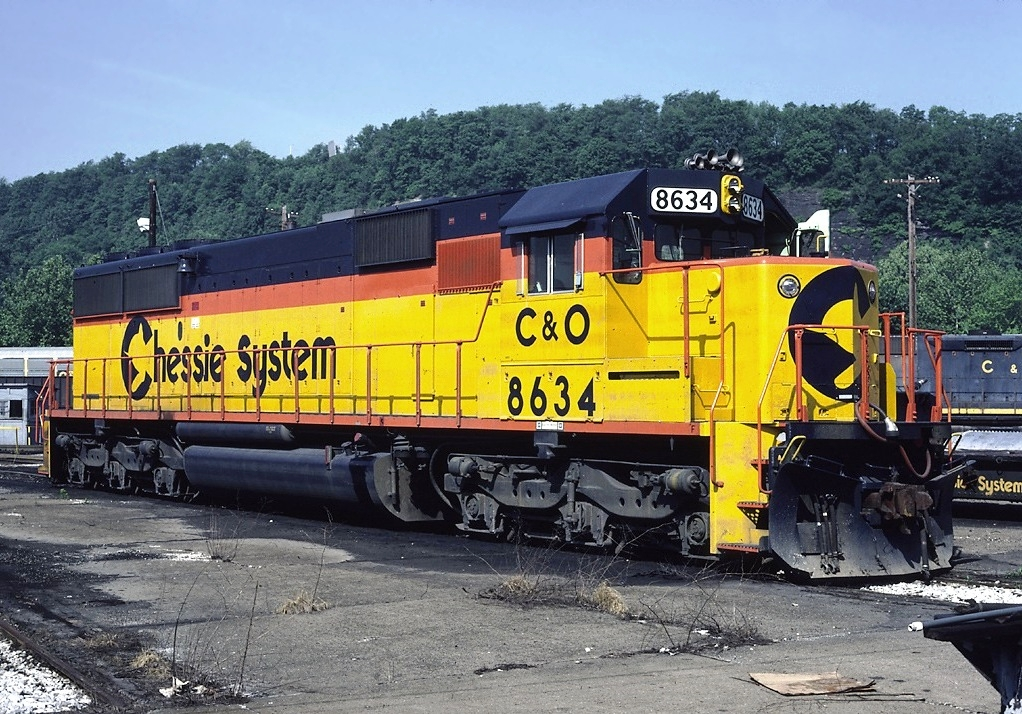
EMD SD50 mit der Farbgebung der Chessie System

1963 übernahm die Chesapeake and Ohio Railway die Baltimore and Ohio Railroad. Die beiden Bahngesellschaften behielten jedoch weiterhin ihre Selbstständigkeit. Um im Wettbewerb mit dem Konkurrenten Norfolk and Western Railway besser bestehen zu können, wurde über eine Fusion nachgedacht. In einer 1965 erstellten Studie wurde vorgeschlagen, Chessie als gemeinsamen Unternehmensnamen zu benutzen. Als Gründe wurden unter anderem die große Bekanntheit, die Symbolhaftigkeit für einen umsichtigen Transport, der große Unterschied zu Kennzeichen von anderen Bahngesellschaften und die starke Identifikation mit der C&O genannt. Auch sollte die Zeichnung als neues Unternehmenslogo weitergeführt werden. Da eine engere Zusammenarbeit auf Grund einer Vereinbarung mit der Interstate Commerce Commission nicht möglich war, wurden diese Vorschläge nicht weiter verfolgt.
1972 begann man wieder über einen gemeinsamen Marktauftritt der Bahngesellschaften nachzudenken. Der Verfasser der 1965er-Studie, Howard Skidmore, nunmehr Vizepräsident für Public Relations und Werbung bei der C&O/B&O, schlug vor, Chessie System als gemeinsamen Unternehmensnamen zu verwenden. In Zusammenarbeit mit Franklyn Carr (C&O-Designchef) entwickelte er aus dem bekannten Chessie-Motiv und dem Buchstaben C das neue Ches-C-Logo.
Für die 1972 vorgestellte Farbgebung der Lokomotiven und Wagen wählte man eine sehr auffällige gelb-rot-dunkelblaue Farbgebung. 1973 wurden schließlich als gemeinsames Mutterunternehmen die Chessie System Inc. gegründet.
Das Logo und die Farbgebung wurden bis 1986 verwendet und mit der Fusion zur CSX Transportation abgelöst.